# Coppa d'Iraq 2024-2025
La Coppa d'Iraq 2024-2025, anche nota come Iraq FA Cup 2024-2025, è stata la 35ª edizione della coppa nazionale irachena di calcio. La competizione è iniziata il 17 dicembre 2024 ed è terminata il 16 luglio 2025 con la finale. Alla competizione prendono parte 42 squadre, provenienti dai primi tre livelli del campionato iracheno. La squadra campione in carica era l'Al-Shorta, che ha vinto la sua prima coppa nazionale nell'edizione 2023-2024.
La competizione è stata vinta dal Duhok, al suo primo trionfo nella competizione.

## Calendario
| Turno            | Sorteggio        | Date                |
| ---------------- | ---------------- | ------------------- |
| Primo turno      | 11 dicembre 2024 | 17-18 dicembre 2024 |
| Secondo turno    | 19 dicembre 2024 | 24-25 dicembre 2024 |
| Ottavi di finale | 21 febbraio 2025 | 26-27 febbraio 2025 |
| Quarti di finale | 21 febbraio 2025 | 8 luglio 2025       |
| Semifinali       | 21 febbraio 2025 | 12 luglio 2025      |
| Finale           | 21 febbraio 2025 | 16 luglio 2025      |

## Incontri

### Primo turno
Al primo turno prendono parte 10 squadre provenienti dalla Prima Lega, 20 squadre provenienti dalla Prima Divisione, secondo livello della piramide calcistica irachena, e 2 squadre dalla Seconda Divisione.
| Squadra 1        | Risultato       | Squadra 2               |
| ---------------- | --------------- | ----------------------- |
| 17 dicembre 2024 |                 |                         |
| Al-Mina'a        | 2 - 0           | Al-Kufa                 |
| Al-Kadhimiya     | 0 - 2           | Naft Al-Basra           |
| Al-Kahraba       | 1 - 0           | Al-Ramadi               |
| Al-Karma         | 2 - 0           | Masafi Al-Wasat         |
| Al-Etisalat      | 1 - 2           | Al-Qasim                |
| Erbil            | 3 - 1           | Samarra                 |
| Diyala           | 2 - 1           | Naft Al-Wasat           |
| Al-Naft          | 5 - 0           | Al-Nasiriya             |
| 18 dicembre 2024 |                 |                         |
| Al-Gharraf       | 1 - 0           | Al-Sinaa                |
| Afak             | 1 - 2           | Maysan                  |
| Al-Hussein       | 1 - 0           | Al-Bahri                |
| Sulaymaniya      | 1 - 1 (3-0 dtr) | Al-Fahad                |
| Ghaz Al-Shamal   | 1 - 1 (4-5 dtr) | Masafi Al-Junoob        |
| Al-Jolan         | 1 - 1 (4-5 dtr) | Al-Mosul                |
| Karbala          | 2 - 0           | Al-Sinaat Al-Kahrabaiya |
| Al-Karkh         | 1 - 1 (2-4 dtr) | Amanat Baghdad          |

### Secondo turno
Al secondo turno prendono parte 13 squadre provenienti dalla Prima Lega e 7 squadre provenienti dalla Prima Divisione.
| Squadra 1        | Risultato       | Squadra 2        |
| ---------------- | --------------- | ---------------- |
| 24 dicembre 2024 |                 |                  |
| Karbala          | 0 - 0 (2-4 dtr) | Sulaymaniya      |
| Al-Gharraf       | 1 - 2           | Al-Talaba        |
| Amanat Baghdad   | 4 - 2           | Al Hudod         |
| Naft Al-Basra    | 0 - 1           | Newroz           |
| Al-Mosul         | 0 - 0 (5-4 dtr) | Erbil            |
| 25 dicembre 2024 |                 |                  |
| Maysan           | 0 - 0 (4-2 dtr) | Al-Naft          |
| Al-Kahraba       | 0 - 0 (2-4 dtr) | Al-Hussein       |
| Al-Karma         | 0 - 0 (4-3 dtr) | Masafi Al-Junoob |
| Naft Maysan      | 1 - 2           | Al-Qasim         |
| Al-Mina'a        | 3 - 2           | Diyala           |

### Ottavi di finale
Agli ottavi prendono parte 11 squadre provenienti dalla Prima Lega e 5 squadre provenienti dalla prima divisione.
| Squadra 1         | Risultato       | Squadra 2      |
| ----------------- | --------------- | -------------- |
| 26 febbraio 2025  |                 |                |
| Al-Mina'a         | 1 - 0           | Al-Zawraa      |
| Al-Najaf          | 3 - 2           | Sulaymaniya    |
| Al-Quwa Al-Jawiya | 2 - 1           | Al-Qasim       |
| Duhok             | 3 - 0           | Naft Maysan    |
| 27 febbraio 2025  |                 |                |
| Newroz            | 2 - 2 (3-2 dtr) | Al-Hussein     |
| Al-Talaba         | 2 - 0 (dts)     | Amanat Baghdad |
| Al-Shorta         | 1 - 0 (dts)     | Al-Mosul       |
| Zakho             | 2 - 0           | Al-Karma       |

### Quarti di finale
| Squadra 1         | Risultato       | Squadra 2 |
| ----------------- | --------------- | --------- |
| 8 luglio 2025     |                 |           |
| Al-Quwa Al-Jawiya | 3 - 1           | Al-Najaf  |
| Duhok             | 3 - 1           | Al-Mina'a |
| Zakho             | 1 - 0           | Newroz    |
| Al-Shorta         | 1 - 1 (4-1 dtr) | Al-Talaba |

### Semifinali
| Squadra 1     | Risultato       | Squadra 2         |
| ------------- | --------------- | ----------------- |
| 8 luglio 2025 |                 |                   |
| Duhok         | 3 - 1           | Al-Quwa Al-Jawiya |
| Zakho         | 0 - 0 (4-3 dtr) | Al-Shorta         |

### Finale
| Arbitro: | Salman Falahi |

|                                  |                      |                                     |
| Ageed Zakri Ghazi Younis Darwich | Tiri di rigore 5 – 3 | Attwan Abu Hashish Abbood Haji Nori |